# Oleh Proschak
Oleh Iwanowytsch Proschak (ukrainisch Олег Іванович Прошак; * 6. November 1983) ist ein ukrainischer Gewichtheber.
Er gewann bei der Universiade 2011 die Silbermedaille im Superschwergewicht. Bei den Weltmeisterschaften im selben Jahr wurde er Siebter. 2014 erreichte er bei den Europameisterschaften den siebten Platz im Reißen, hatte aber im Stoßen keinen gültigen Versuch. Bei den Weltmeisterschaften 2014 wurde er Achter. 2015 gewann Proschak bei den Europameisterschaften zunächst Gold. Allerdings wurde er bei der Dopingkontrolle positiv auf Dehydrochlormethyltestosteron getestet und für fünf Monate gesperrt.